# Économie à la tâche

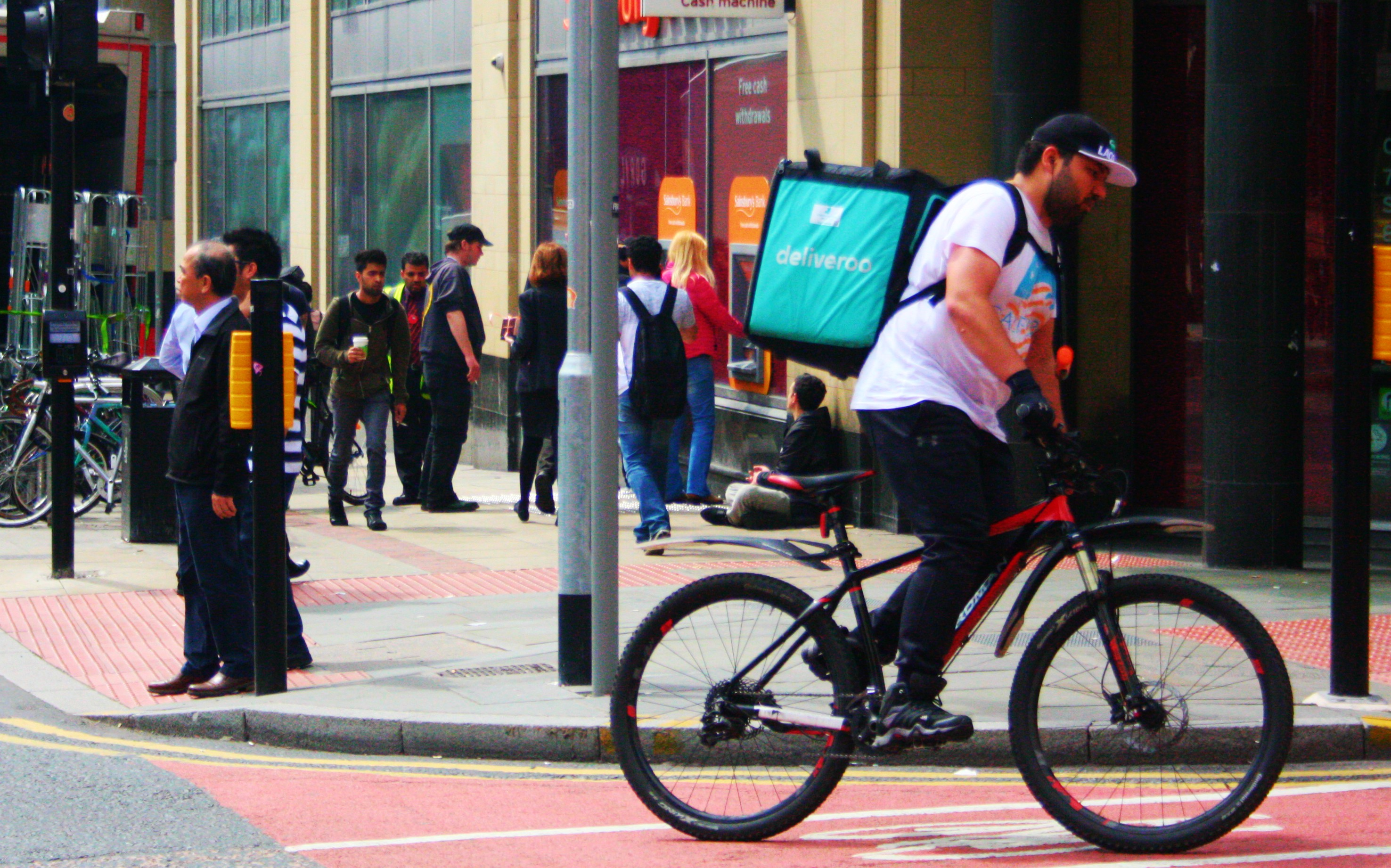
Un livreur Deliveroo payé à la livraison.

L'économie à la tâche (de l'anglais gig economy, gig signifiant « concert »), économie à la demande ou économie des petits boulots, est un système dans lequel les emplois sont flexibles, temporaires ou indépendants.
Cette économie se fonde sur le travail à la tâche, ou aussi travail à la pièce, et peut se voir comme un retour au tâcheronnage du capitalisme originel par rapport au travail salarié. Son renouveau au XXIe siècle implique souvent la connexion à des plateformes en ligne,.
Elle est concomitante de l'ubérisation et à la multiplication des « petits boulots », la société Uber ayant fait partie des précurseurs (une approche encore renforcée par sa tentative de diversification UberPop).

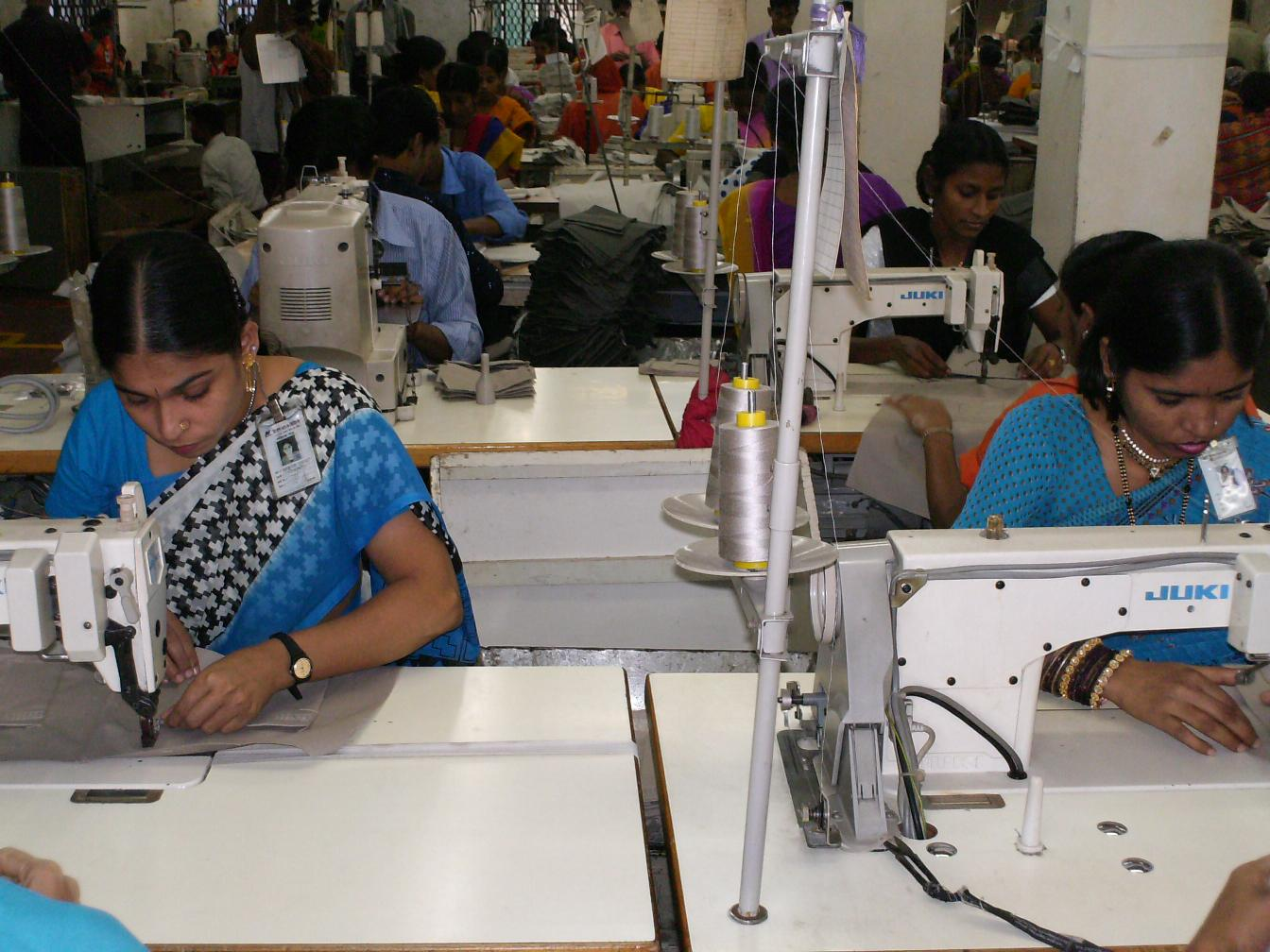
Au XXIe siècle, l'industrie textile fait souvent appel à des travailleurs payés à la pièce.

Les travailleurs à la tâche sont des entrepreneurs indépendants, des travailleurs de plate-forme en ligne, des travailleurs sous contrat, des travailleurs sur appel et des travailleurs temporaires. Les employés à la tâche passent des contrats avec des entreprises à la demande pour fournir des services aux clients de l'entreprise.
Les plateformes d'intermédiation permettent de mettre en relation les entreprises, les micro-entrepreneurs ou les travailleurs, et les clients. Les plateformes facturent des commissions aux travailleurs et/ou aux clients.

## Contexte
Dans les années 2000, la numérisation de l'économie et de l'industrie a été réalisée rapidement en raison du développement de l'informatique et des technologies des télécommunications telles que l'Internet fixe et mobile sur des réseaux performants, et la popularisation des téléphones mobiles de nouvelles générations (smartphones). En conséquence, les plateformes basées sur la technologie numérique ont créé de l'emploi et des formes d'emploi qui se sont différenciées des offres conventionnelles en se basant sur l'accessibilité, la commodité et la compétitivité des prix.
En 2021, livraison de repas à domicile, voitures avec chauffeur, participation rémunérée à des sondages, micro-tâches d'assistance aux algorithmes, aux réseaux sociaux, aux corrections de données, "l'économie des petits boulots" génère un chiffre d'affaires mondial de 5 000 milliards de dollars ,.

## Travailleurs à la tâche
Les travailleurs à la tâche ont des niveaux élevés de flexibilité, d'autonomie, de variété et de complexité des tâches.
Aux États-Unis, 36 % des travailleurs américains sont participant de l'économie à la tâche par le biais de leur emploi principal ou secondaire. Dans les pays développées le nombre de travailleurs à la tâche est généralement inférieur à 10 % de la population actives. En Europe, 9,7 % des adultes de 14 pays de l'UE ont été impliqués dans l'économie à la tâche en 2017, selon l'enquête. On estime que le nombre de travailleurs à la tâche, qui couvre les travailleurs indépendants ou non conventionnels, est de 20 % à 30 % de la population économiquement active aux États-Unis et en Europe.

## Nouvelles flexibilités
De nombreux facteurs contribuent à un travail productif, et les employeurs mettent en avant les aspects du travail qui sont les plus attrayants pour la main-d'œuvre la plus compétitive et mobile d'aujourd'hui.
Les travailleurs traditionnels ont une relation employeur-employé à long terme dans laquelle le travailleur est rémunéré à l'heure ou à l'année, gagnant un salaire ou un traitement.
Les autres travailleurs sont en travail temporaire ou engagés, pour la durée d'un projet, pour effectuer une tâche particulière, ou pour une certaine période de temps.
L'intermédiation des plateformes entre les entreprises et les travailleurs réduit le coût d'entrée et de fonctionnement pour les prestataires et permet aux travailleurs de participer de manière plus discontinue sur les marchés (c'est-à-dire qu'ils ont une plus grande flexibilité autour des heures de travail). Par contre, une grande disponibilité du travailleur, une fois connecté, réclamée par les plateformes, est du temps d'attente non rémunéré car ne faisant pas partie de la tâche proprement dite.
Les pigistes vendent leurs compétences pour maximiser leur liberté, tandis que les employés à temps plein se servent des plateformes pour améliorer leurs compétences.

## Statut et protections des travailleurs
Les nouvelles formes de travail ont provoqué mainte controverses sur le statut des travailleurs et l'évolution du code du travail.
Le "travail" est souvent associé, jusqu'à aujourd'hui, à un travailleur à temps plein avec un ensemble d'heures de travail. L'économie à la tâche s'est développée à côté du travail classique.
Les formes de travail ont commencé à changer avec l'évolution des conditions économiques et la poursuite des progrès technologiques.
L'économie à la tâche soulève des inquiétudes. Premièrement, ces emplois confèrent généralement peu d'avantages sociaux et de protection en milieu de travail,.
Les protections sociales des travailleurs de l’économie à la demande, autre dénomination pour l'économie à la tache, ne sont pas garanties. La durée légale du travail, le salaire minimum, l’assurance chômage, sont classiquement fondés sur la relation définie par le contrat de travail entre le salarié et l’employeur. Si le travail indépendant se généralise, un nombre croissant de travailleurs risquent de se retrouver exclus des conventions collectives et des droits aux allocations de chômage et aux régimes de retraite et de santé dont bénéficient les salariés.
Cela pose des questions de fond qui ne sont pas encore résolues, comme celui du modèle de protection sociale, de son financement.
L’Organisation internationale du Travail (OIT) a ainsi alerté sur le sujet. Elle indique que le risque principal est une perte progressive des droits du travail conquis par les générations précédentes. Et bien sûr, une précarisation de la vie des travailleurs.
Les évolutions technologiques survenues sur le lieu de travail ont fini par brouiller les définitions juridiques des termes "employé" et "employeur". Ces types d'emplois peuvent entraîner des salaires bas, un isolement social, des heures de travail non sociales et irrégulières, un surmenage, une privation de sommeil et un épuisement.
L'évolution de l'économie a créé une nouvelle catégorie de travailleurs indépendants et sous contrats commerciaux (par exemple les Micro-entrepreneurs).
Les microentrepreneurs ne relèvent pas du salariat. On compte en France 838 000 microentrepreneurs économiquement actifs, dont les revenus s’élevaient en moyenne à 460 euros par mois en 2016, selon l’Insee.
En France, en novembre 2018, la Cour de cassation a établi, pour la première fois, un lien de subordination entre une plateforme et un de ses travailleurs. Il s'agissait alors de "Take Eat Easy", une société de livraison de repas par des coursiers à vélo qui avait été liquidée.
Le 4 mars 2020, la Cour de cassation a annoncé la requalification en contrat de travail de la relation contractuelle entre la société Uber et un de ses anciens chauffeurs. La Cour estime qu'il existe un lien de subordination entre le chauffeur et la plateforme de mise en relation entre clients et chauffeurs de VTC et que le statut de travailleur indépendant du chauffeur est "fictif". Un travail indépendant tient« à la possibilité de se constituer sa propre clientèle, la liberté de fixer ses tarifs et la liberté de définir les conditions d'exécution de sa prestation de service ». Cet arrêté a donné le coup d’envoi d’une campagne de demandes de requalification de la part de centaines de chauffeurs Uber devant la justice.
Aux États-Unis, la Californie, avait fait passer une loi qui devait forcer la plateforme Uber à salarier ses chauffeurs. En novembre 2020, un référendum a remis en cause cette loi. Les conducteurs seront toujours considérés comme indépendants mais devront recevoir des compensations. En Août 2021, le référendum californien concernant le statut des chauffeurs Uber est jugé inconstitutionnel. La « proposition 22 », qui consacrait le travail rémunéré à la tâche, est « inapplicable », Uber fera appel.
Le 19 février 2021, la Cour suprême du Royaume-Uni, rejetant le recours du géant américain de réservation de voitures Uber, a rendu une décision très attendue qui pourrait entraîner la remise en cause des modèles économiques de secteurs de l'économie touchés par l'"uberisation": les chauffeurs Uber sont bien des employés,.
En 2021, la quasi-totalité des plates-formes de solution de livraison ne font appel qu’à des autoentrepreneurs aux conditions très précaires. L’entreprise de livraison de repas aux particuliers Just Eat change le modèle et ne recrute que des livreurs salariés. La société procédera à 4 500 embauches en contrat de travail à durée indéterminée d’ici à fin 2021. Elle vise à développer« Une solution de livraison plus responsable ». En avril 2022, ils ne sont plus que 800 CDI et un premier plan social est en vue portant sur la suppression de 269 postes de livreurs et d’une trentaine d’emplois dans les fonctions support. Face à la concurrence de Uber et deliveroo, Justeat fait un retour vers le modèle économique basé sur les autoentrepreneurs plutôt que sur des salariés en CDI.
En 2021, la Commission européenne veut améliorer le sort des travailleurs des plates-formes de livraison de repas et de VTC. Constatant que les conditions de travail pour le compte des plates-formes sont souvent synonymes de « de travail précaires […] et d’accès insuffisant à la protection sociale ». Néanmoins les plateformes peuvent « offrir de la flexibilité, des opportunités d’emplois et des revenus supplémentaires, notamment à des personnes ayant du mal à entrer sur le marché du travail traditionnel ».
En 2021, pour la première fois dans l'Union Européenne, les livreurs à domicile d'Espagne seront « présumés » salariés. Les livreurs à vélo ou à moto sont en grande majorité autoentrepreneurs, ils ont à de nombreuses reprises dénoncé la précarité de leurs conditions de travail sur le sol espagnol. Des plates-formes de livraison tentent de contourner la loi.
Le 17 mars 2021, Uber reconnaît à ses chauffeurs britanniques un statut de travailleur salarié, l’ensemble de ses quelque 70 000 chauffeurs au Royaume-Uni bénéficieront d’un salaire minimum et de congés payés. Ils pourront cotiser à un plan d’épargne-retraite, abondé par leur employeur. C'est une première mondiale. ils disposaient déjà d'un accès gratuit à des assurances maladie, à une indemnisations pour des congés parentaux,.
En septembre 2021, le tribunal d'Amsterdam, aux Pays-Bas, juge que : « La relation juridique entre Uber et ces chauffeurs répond à toutes les caractéristiques d’un contrat de travail », ne sont pas des travailleurs indépendants, et sont couverts par la convention collective de travail pour les chauffeurs de taxi.
En France, le gouvernement tente de mettre en place un statut intermédiaire en organisant le champ des négociations sociales entre organisations représentatives des travailleurs de plateformes et les entreprises mettant en œuvre les plateformes de services. Des élections professionnelles pourront avoir lieu début 2022 pour les chauffeurs de  VTC et  livreurs des plateformes en parallèle, il est créé l'Autorité des relations sociales des plateformes d'emploi (Arpe),.

## Expansion
Les progrès technologiques continus ont le potentiel d'augmenter les champs d'activité de l'économie à la tâche. La technologie en ligne a permis de nouvelles formes de travail.
L'économie à la tâche n'est pas une tendance isolée, mais est liée à de grands changements dans l'économie. Les progrès de la mondialisation et de la technologie ont poussé les entreprises à réagir rapidement aux changements du marché. La disponibilité de la main-d'œuvre grâce à des accords non traditionnels tels que le travail à la tâche permettra aux entreprises d'ajuster rapidement la taille de leurs effectifs. Cela peut aider les entreprises à augmenter leurs bénéfices. De ce point de vue, le travail à la tâche, non conventionnel, est une composante fondamentale de l'économie d'aujourd'hui, et il est peu probable qu'il disparaisse de sitôt,.
Selon un rapport américain de 2017, au cours des 20 dernières années, le nombre de travailleur à la tâche a augmenté.
Avec une augmentation des travailleurs indépendants de 45 % entre 2004 et 2015 en Europe et une économie qui peine à créer des emplois salariés, la gig economy apparaît pour certains comme l'avenir du travail.
En dix ans, le nombre de plates-formes collaboratives a été multiplié par cinq, avec la création des nombreux emplois associés.

## Surveillance algorithmique et «technostress»
La supposée liberté de ces travailleurs est dans certains secteur tout à fait trompeuses, par exemple en raison d'horaires obligatoirement alignés sur les heures de repas par exemple, et en raison d'une surveillance et notation « multimodale tripartite ». Le travailleur et ainsi soumis à : 
1. une surveillance par un manageur et/ou répartiteur plus ou moins lointain dans le cas des livraisons ou du télétravail à la tache, mais quasi-omniscient concernant l'avancée de l'ensemble des tâches ; ainsi parfois, le répartiteur appelle le travailleur pour lui demander pourquoi il est immobile ou resté immobile trop longtemps notaient Waters et Woodcock en 2017[42] ;
2. une surveillance par le client. Orlikowski et Scott (2015) ont montré que l'avis du client est un outil de surveillance fréquemment utilisé dans les plateformes utilisant un travail émotionnel ou affectif[43]. Selon Veen et al. (2020), c'est un peu moins le cas dans les plateformes de livraison de nourriture[44], par contre Lutz, Newlands et Fieseler (2018)[45] et Ticona et Mateescu (2018)[46] ont montré que les prestations de soins ou les plateformes de covoiturage utilisent beaucoup les avis de la clientèle pour établir et maintenir la confiance et la crédibilité, et « pour discipliner les comportements indésirables ». La surveillance du client s'exerce aussi par son observation de l'emplacement et des mouvements en temps réel des livreurs sur la cartographie numérique fournie aux clients ;
3. une surveillance algorithmique qui « met les travailleurs sous stress »[47]. De plus en plus prégnante depuis les années 1990, elle permet à des ordinateurs de suivre, voire de contrôler le travailleur. Cette surveillance algorithmique s'effectue de plus en plus via le smartphone du livreur, qui tendent à remplacer le bracelet électronique de cheville ou le tracker GPS implantés dans le véhicules de livraison)[48]. En outre, par exemple dans le contexte de la livraison de nourriture à la demande, ou de la livraison de colis, le travailleur peut être exposé au stress de situations où il est en danger dans la circulation et où le manager/surveillant et le décideur sont des « agents non-humains » (des algorithmes et sans doute bientôt des IA). La « surveillance algorithmique » est défini par Gemma Newlands (chercheuse au Nordic Centre for Internet and Society, en Norvège) comme « un assemblage de processus informatiques qui génèrent automatiquement des données, évaluent le comportement des travailleurs et attribuent des activités de travail »[48] ; une définition basée sur les travaux de Howcroft & Bergvall-Kåreborn (2019)[49] ; de Möhlmann et Zalmanson (2017)[50] et de Schildt (2017)[51]. Cram et al. (2022), sur la base d'une enquête faite auprès de 621 chauffeurs Uber aux États-Unis, distinguent, pour les conducteurs d’Uber, deux formes différentes de contrôle algorithmique qui sont chacune source d'un type différent de technostress : le contrôle d’accès et le guidage,qui sont respectivement technostresseurs de défi (positifs) et technostresseurs de menace (négatifs)[47]. Selon leur étude, dans ce cas, « des preuves contestent l’hypothèse selon laquelle la transparence du contrôle algorithmique peut atténuer les effets négatifs des facteurs de stress technologiques »[47].

La simplicité d'accès, qui fait le succès des plates-formes, repose aujourd'hui sur l'exploitation de ces travailleurs ; en 2025, 500 millions de personnes pourraient dépendre pour vivre de petits boulots associés à l'économie à la tâche,.

### Arts
- Le film Sorry We Missed You de Ken Loach, 2019, 101 minutes, aborde la précarisation des livreurs qualifiés d'« indépendants ».

### Vidéo
- Harold Crooks, « Travail à la demande », sur arte.tv, 2021, 87 min, France
- « Les invisibles, les travailleurs du clic : (1/4) : roulez jeunesse », sur france.tv (consulté le 31 janvier 2021).
- « Les invisibles, les travailleurs du clic : (2/4) travailler plus pour micro gagner moins », sur france.tv (consulté le 31 janvier 2021).
- « Les invisibles, les travailleurs du clic : (3/4) traumas sans moderation », sur france.tv (consulté le 31 janvier 2021).
- « Les invisibles, les travailleurs du clic : (4/4) au-delà du clic », sur france.tv (consulté le 31 janvier 2021).